# Котян
Котян (Köten, Kutan, Kuthen, Kuthens, Kotyan, Kotjan, Koteny, Kötöny, Kuethan, Zayhan, Jonas), Котян Сутоевич Тертероба, е кумански хан от династията Тертероба. Той е водача на куманите, които заедно със съюзената 80-хилядна руска войска на неговия зет – княза на Киевска Рус Мистислав Мистиславович участват в битката при река Калка (31 май 1223 г.) срещу татаро-монголите.

## Произход
Хан Котян произхожда от династията Тертер-оба, дала известните кумански князе Искал (Сокал) и Болуш, които предвождат първите кумански походи срещу руските княжества. Куманския княз Тугоркан води куманските походи срещу Византия. В края на XI век Тертероба е една от двете върховни кумански династии – тази на куманите обитаващи долното течение на река Дон. Котян е син на куманския хан Сутой и има брат на име Сомогур.

## Биография
През 1205 г., след смъртта на княз на Галиция Роман Мистиславич, Котян заедно с брат си Сомогур участва в кампанията на княз Рюрик Ростиславич и Олговичите към Галич и е почти заловен. През 1223 г., след татарското нашествие в кумански земи (Походът на Джебе и Субетей от1220 – 1224 г.), Котян идва в Галич, за да посети своя зет, княз Мистислав Мистиславич Късметлията, и моли него и всички руски князе да му помогнат срещу монголите (виж Битката при река Калка, 1223 г.).
През 1225 г. Мистислав довежда Котян, възнамерявайки да тръгне срещу поляците, които са в съюз с Даниил Романович Галицки, а през 1228 г. Котян помага на великия княз на Киев Владимир Рюрикович срещу Даниил (Обсада на Каменец, 1228 г.). По-късно куманите (половците) на Котян помагат на Даниил срещу Унгария.
Новата поява на монголите в куманските степи е предшествана от инцидента с убийството на сина на Котян Мангуш от токсобича Аккубул по време на лов. Котян провежда успешна кампания срещу токсобичите, след което те се обръщат за помощ към монголите.
През 1237 г. (според други източници - през 1239 г.) Бату Котян, победен от монголите, бяга с 40 хиляди съплеменници в Унгарското кралство, където крал Бела IV любезно го приема като гражданин и им дава земи за заселване. В замяна на предоставянето на Котян и на неговия народ на унгарско гражданство, куманите, които преди това са съчетали източното християнство с поклонението на върховното тюркско божество Тангра, приемат Католицизма. От исторически източници е официално известно, че Котян е кръстен според латинския обред през 1239 г. Една от дъщерите му, известна като Елизабет Куманката, е сгодена за (и впоследствие омъжена) за сина на Бела IV, който по-късно става Ищван V, крал на Унгария и Хърватия (1270 – 1272). Тя ражда следващия престолонаследник и унгарски крал Ласло IV, известен с прозвището „Кун“ (Куманин).
Приемането на куманите води до неимоверно усложняване на унгаро-монголските отношения, последвано от катастрофалното нашествие от 1242 г. на татаро-монголите в унгарските земи. Унгарската аристокрация, помнейки предишната непостоянство на хан Котян, се отнася с голямо недоверие към куманите. Буквално в навечерието на монголската инвазия в Унгария през 1241 г. благородниците заговорници убиват Котян и синовете му в Пеща (подозирайки, най-вероятно без причина, че Котян може да премине към Бату хан). След смъртта на своя любим владетел повечето кумани се отказват от Католицизма и стават поданици на българския цар Калиман I. Те се местят в тогавашните южно-унгарски земи (Срем, Белград, Браничево, Видин), които са обект на постоянен българо-унгарски спор през 13-14 век. Част от куманите (включително Елизабет Куманката) обаче остават в Унгария и обитават окръзите Надкуншаг (Велика Кумания, на изток от Солнок, в долината на река Тиса), Кискуншаг (Мала Кумания, между реките Дунав и Тиса) и Ноград. Техните потомци живеят там и до днес, наричайки себе си кумани (в Надкуншаг и Кишкуншаг) и половци (в Ноград), въпреки че до 18 век те напълно са забравили куманския език.

## Брак и потомство
Известни са три дъщери на хан Котян:
- Елизабет (* 1239?, † 1290?), кралица на Унгария като съпруга на унгарския крал Ищван V, от когото има поне шест деца, сред които Ласло IV Кун - крал на Унгария (1272-1290)
- Мария, съпруга на галицийския княз Мистислав Мистиславич Късметлията и прабаба на Александър Невски
- Дъщеря, съпруга на Наржо дьо Туси, регент на Латинската Империя

## В културата
Котян е герой в романите „Чингис хан” на Василий Ян и „Жестокият век” на Исай Калашников.
Историята за съюза с русите, бягството от монголите, убийството на Котян и преселването на куманите в Унгария и България е бегло разказана в компютърната игра Age of Empires II: Definitive Edition.